# Litovel předměstí
Litovel předměstí (dříve Litovel-Chořelice) je železniční stanice v Litovli v Olomouckém kraji. Nachází se v jižní části města v nadmořské výšce 235 metrů nad mořem. Leží na železničních tratích Červenka–Senice na Hané a Litovel předměstí – Mladeč.

## Charakteristika stanice

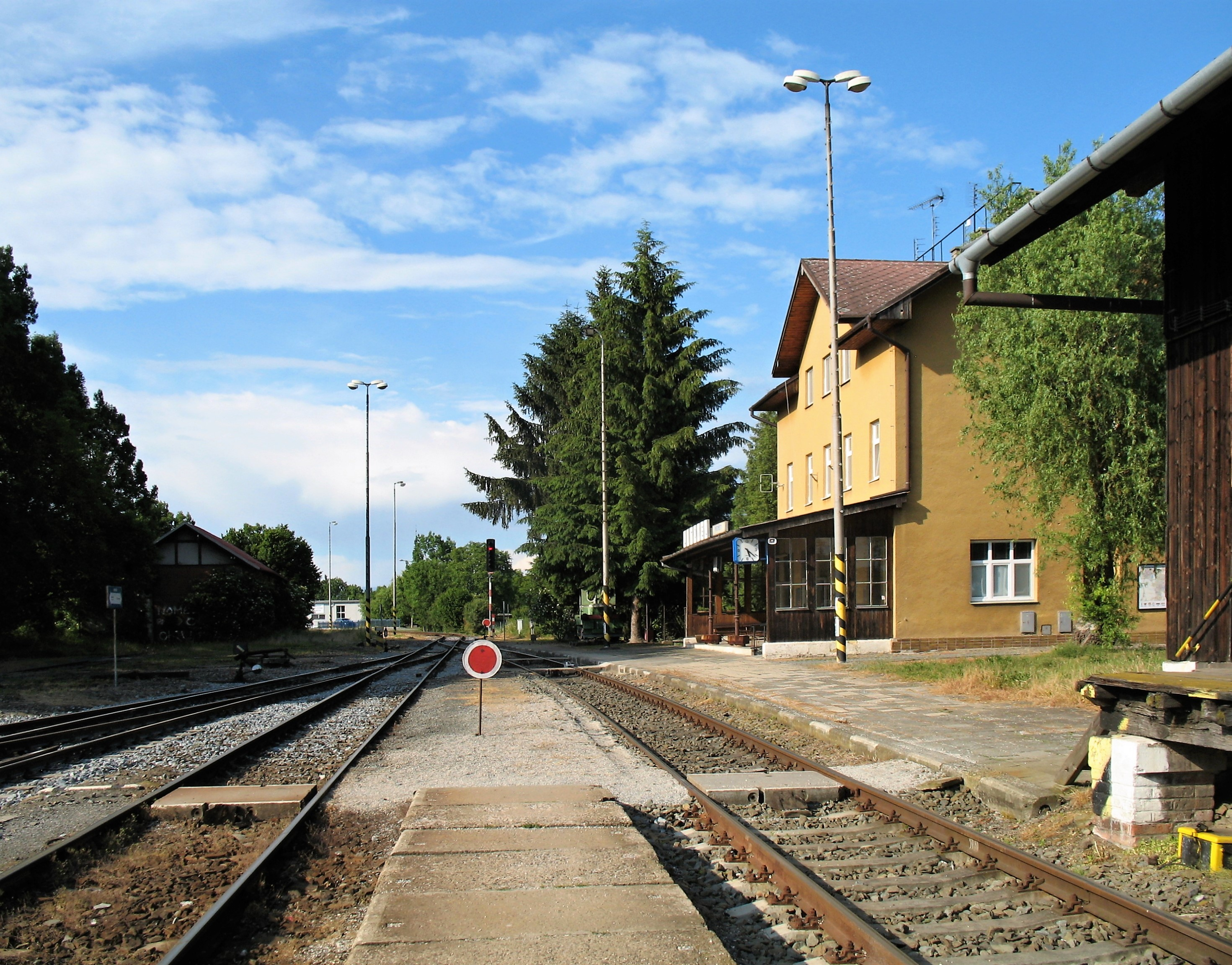
Nádraží Litovel předměstí v roce 2017

Železniční stanice je zařazena do integrovaného dopravního systému Olomouckého kraje.
Ve stanici je možné koupit jízdenky na všechny typy vlaků, stejně jako rezervovat místenku. Ve stanici se nachází prostory pro cestující i bezbariérové WC.
Poblíž nádraží Litovel předměstí se nachází autobusová zastávka Litovel, Palackého deseti místních autobusových linek (například směr Bouzov, Konice, Slatinice lázně, Mohelnice, Šumperk nebo Olomouc).

## Nejbližší okolí
V okruhu 150 - 400 metrů od nádraží se nacházejí tři ubytovací zařízení (penziony). Nedaleko stanice na křižovatce ulic Palackého, Svatoplukovy a Olomoucké je litovelské kontaktní pracoviště Úřadu práce České republiky.